# 쇼치 사부로
쇼치 사부로(일본어: 曻地 三郎, 1906년 8월 16일 ~ 2013년 11월 27일)는 일본의 교육자, 교육 학자, 교육학, 심리학, 정신 의학 전문가이다. 옛 성씨는 야마모토(山本). 사재를 털어 일본 최초의 지적 장애아 통원 시설 시이노미 학원을 설립, 운영했다. 장애아동들이 즐겁게 공부할 수 있도록 많은 교구를 제작했으며, 많은 건강 운동법을 남겼다. 장애아동들에게 한 글자를 가르치기 위해 6개월 간 끊임없이 교육하는 열정을 보였다. 향년 107세를 일기로 사망했다.
후쿠오카 교육 대학 교육 학부 교수, 한국 사회 사업 대학 (현 대구 대학교 ) 교수·대학원장, 사회 복지 법인 시이노미 학원 이사장 겸 원장을 역임했다. 히로시마 문장 이과 대학 문학 박사, 규슈 대학 의학 박사 . 후쿠오카 교육 대학 명예 교수, 한국·건양대 학교 명예 교수, 중국 장춘 대학 명예 교수, 상하이 화동 사범 대학 명예 교수, 모스크바 심리 교육 대학 명예 교수. 대한민국 국민훈장 목련장 수상, 페스탈로치 교육상 수상. 요시카와 에이지 문화상 수상. 아사히 사회 복지 상등을 수상했다.

## 경력
- 1906년 (메이지 39년), 홋카이도 쿠시로시에서 9 남매 중 차남으로 태어났다. 아버지는 야마구치 현 구마게군 가미 노 세키 마을 (현 가미노세키 정)출신으로, 일본 제국 육군 아사히카와 27 연대 중대장 등을 역임한 군인.
- 1913년 (다이쇼 2년) 따뜻한 땅에서 육아를 하고 싶다는 생각에서 아버지가 군대를 그만두고 사부로가 6 살 때 아버지의 고향인 야마구치 현에 이사했다.
- 1914년 (1914년) 히로시마의 사타케 제작소 (현 사타케)을 경영하는 집으로 시집 간 이모에 의지했다. 아버지는 사타케 제작소에 근무, 가모 군 테라 마을 시립 테라 심상치 고등 초등학교 (현 히가시 히로시마 시립 테라 초등학교)에 전입한다. 초등학교는 학력 우수 증서를 얻는다.
- 1920년 (1920년), 구제 야마구치 현 이와쿠니 중학교 (현 · 야마구치 현립 이와쿠니 고등학교 )에 입학. 어린 시절에 우유를 마시고 중독 되어, 이후 신체가 허약해졌다. 아버지가 군인이었기 때문에 우선 입학했다. 히로시마 육군 유년 학교에 1 차 신체 검사에서 떨어진다. 구제 히로시마 제일 중학교 (현·히로시마 현립 히로시마 국 태사 고등학교 )에 떨어진다.
- 1922년 (다이쇼 11년), 히로시마 사범 학교 (현 · 히로시마 대학 )에 입학.
- 1926년 (1926년) 히로시마 사범 학교 졸업 후 19 세부터 하라다 심상치 고등 초등학교 (현·아키타 가타시 시립来原초등학교)에서 교직에 종사.
- 1928년 (1928년), 히로시마 고등 사범 학교 전공과 (현 · 히로시마 대학 대학원 )에 진학. 심리학에 관심을 가진다. 변론부 에 소속.
- 1931년 (1931년) 히로시마 고등 사범 학교 졸업 후, 히로시마 문장 이과 대학 조수를 거쳐 주임 교수의 의뢰로 11 월부터 오사카의 초등학교에서 교사가 된다. 대학에 남아 있고 싶었기 때문에, 우울해했다. 1934년 (1934년)의 무로토 태풍 시에는 건물이 붕괴하는 등 피해 중인 학생들을 보호했다.
- 1934년 (1934년) 히로시마 고등 사범 학교 시절의 하숙집 여주인의 소개로 맞선을 29세에서 이와쿠니시 신항에서 양조장을 하는 집의 딸과 결혼했다.
- 1936년 (쇼와 11년) 장남이 생긴다. 같은 해 초등학교 교사를 사직하고 히로시마 문장 과학 대학 심리학과에 진학, 교육 심리학을 배운다. 이듬해 1937년 (쇼와 12년) 장남 생후 11 개월 때 고열 뇌성 마비에 걸린다.
- 1939년 (쇼와 14년) 히로시마 문장 이과 대학 졸업. 이와쿠니 고등 여학교 (현·야마구치 현립 이와쿠니 고등학교) 교사가 된다. 동시에 아내의 친정 가업에 종사하면서 장남의 치료를 위해 규슈 제국 대학 의학부 부속 병원 (현 큐슈 대학 병원) 소아과에 다닌다. 같은 해 아내의 아버지가 사망했다.
- 1940년 (쇼와 15년) 후쿠오카에 이사하고 후쿠오카 현 여자 사범 학교 (현·후쿠오카 교육 대학) 전공과 주임에 부임. 이후 개편 된 후쿠오카 제일 사범 학교의 교원도 맡는다.
- 1944년 (쇼와 19년), 장녀 구니코가 태어난다.
- 1945년 (쇼와 20년) 후쿠오카 현 여자 사범 학교 건물이 공습으로 소실되어 후쿠오카 학예 대학 (현·후쿠오카 교육 대학) 쿠루 분교 교수. 구루메 대학 의학부 강사가 되었다. (심리학)
- 1947년 (쇼와 22년), 차남이 생긴다. 그러나 장남뿐만 아니라 차남도 뇌성 마비에 걸린다.
- 1948년 (쇼와 23년), 쇼오지성으로 개명한다.
- 1949년 (쇼와 24년) 후쿠오카 학예 대학 (현 · 후쿠오카 교육 대학 ) · 후쿠오카 둘째 사범 학교에 부임한다. 1951년 (쇼와 26년)에는 후쿠오카 학예 대학 본교 교수가 된다.
- 1952년 (쇼와 27년), 규슈 대학 의학부에 내지 유학. 전수과를 수료하고 정신 의학을 배운다.
- 1954년 (쇼와 29년) 교외에 집 옆에 1000 평을 구입 처가 양조장 등을 매각 한 돈으로 양호 학교 "시이노미 학원"을 설립. 장애아 교육에 헌신하지만 2년 후 위법 행위가 있었다고 허가 취소 처분을 받는다. 당시는 아직 학교 교육법 에 근거한 특수 학교 (현재의 특별 지원 학교) 제도가 정비되지 않았던 시대였다. 일본 최초의 장애아를 위한 교육 시설로 주목을 모았다. 장남이, 1960년 (쇼와 35년)에 큰 화상을 입은 이후 거동이 어렵게 되었다.
- 1956년 (쇼와 31년) 규슈 대학에서 의학 박사 학위를 취득 (제 3378호). 1874년 (1874년)에서 100년간 모리 오가이에 이어 두 번째 의학 박사와 문학 박사의 양 학위를 가진 사람이 되었다. 같은 해 히로시마 문장 이과 대학에서 페스탈로치 상을 받았다.
- 1970년 (쇼와 45년) 후쿠오카 교육 대학을 정년 퇴직하고 한국 사회 사업 대학 (현 대구 대학교) 교수 · 대학원장에 취임했다.
- 1976년 (쇼와 51년) 70 세 때 장남이 39 세의 나이로 타계했다.
- 1978년 (쇼와 53년) 이듬해 4 월의 양호 학교 의무 교육 제도에 따라, 사회 복지 법인 시이노미 학원에 개편. 이 이사장 겸 원장에 취임.
- 1980년 (쇼와 55년) 수년 동안 부부 협력하여 심신 장애아 교육에 헌신하며, "조기 발견 조기 교육 '에 뛰어난 성과를 올렸고, 아내와 함께 요시카와 에이지 문화상을 수상했다.
- 1996년 20년간 간병을 했던 아내가 86세에 타계한다.
- 2002년 마비가 진행되고 45 세부터 누워있던 차남이 2002년 (2002년) 55 세의 나이로 타계했다. 같은 해 한국·대구 대학교에 장학 기금을 기부했다. 요미우리 신문사 주최 뉴 엘더 시민 대상 수상.
- 2003년 (헤이세이 15년) 봄, 장녀 쿠 니코가 58 세의 나이로 타계. 쿠 니코는 히로시마 대학 교육 학부 졸업 후 시이노미 학원에서 언어 치료에 종사하고 있었다.
- 2004년 중국 장춘시 해방대로 초등학교와 협력하여 장애 아동 교육을 위한 '시이노미 클래스 "를 동 초등학교 내에 설치했다.
- 2005년 나이 100세를 기해 세계 일주 강연 여행을 시작하고 이후 매년 계속했다. 미국, 영국을 비롯한 9 개국을 방문, 미국 컬럼비아 대학, 영국 캠브리지 대학, 독일 · 하이델베르크 대학 등에서 강연했다.
- 2006년 중국 상해, 화동 사범 대학, 미국 하버드 대학 프랑스 유네스코, 싱가포르 일본인 학교, 홍콩·창가 유치원 등을 방문, 강연.
- 2007년 (헤세이 19년)에는 히로시마 대학에서 페스탈로치 교육상을 수상했다. 하와이 대학·부속 유치원, 브라질·공문 교육 연구회, 러시아·모스크바 심리 교육 대학, 중국 장춘 대학 등에서 강연했다. 영화 '시이노미 학원 "중국 더빙판 개봉 시사회 개최 (미야모토 유우 중국 대사 인사).
- 2008년 (헤세이 20년) 2 월에 타이페이를 방문, 대만 SGI , 국립 대만 사범 대학에서 강연. 8월 4일부터 9월 12일까지 유엔 본부, 캐나다, 브라질·일본인회, 상파울루 대학교 , 아프리카 세네갈 교육부 독일 베를린 대학, 핀란드·교육부, 스웨덴, 터키 등 4년 연속 세계 일주 강연 여행.
- 2010년 (헤세이 22년) 5월 3일 한국 정부로부터 국민 훈장을 받았다. 같은 해 후쿠오카 현 후기 고령자 의료 광역 연합에서 '건강 장수 마이스터'로 임명되어있다.
- 2011년 (헤세이 23년) 11월 28일 본인의 반대를 무릅 쓰고 나온 시이노미 학원 이사장의 신청에 의하여, 후쿠오카 고등 법원에서 보좌 개시 결정이 되고, 2012년(헤세이 24년) 2월 시이노미 학원 이사 및 원장에서 퇴임. 8월 16일 "대중 교통을 이용하여 세계 일주를 한 최고령자"로 기네스 세계 기록에 인정되었다. 같은 해 11월 28일 베스트 드레서 상 2012 특별상을 수상했다.
- 2013년 (헤세이 25년) 7 월 양녀에 의해 후쿠오카 가정 법원에 대해 보좌의 심판의 취소 신청이 나왔다. 같은 해 7 월부터 8 월까지 폐렴으로 입원했다 회복했다. 같은 해 11월 5일에 칸사이 학원 대학 도쿄 마루 노우치 강좌에서 강연을 11월 10일에는 미야마시 건강 복지 축제에서 강연, 11월 14일에 쿠루 메시에서 쿠루 메시 노인 클럽 복지 대회 건강 장수 강연 모임에서 강연을 했는데, 같은 달 27 일 새벽 후쿠오카시 남구 이지리의 집에서 컨디션 불량을 호소 후쿠오카 시내의 병원에 입원했다. 이날 오후에 심근 경색·심부전으로 병원에서 사망했다. 향년 107 세. 신 노인의 회 활동 등으로 친교가 있던 히로하라 시게아키 이사장은 "정말 안타깝다. 역사에 남을 멋진 생애였다고 생각한다."등 고 그 죽음을 안타까워했다.

## 텔레비전 출연
그 정력적인 활동이 지역 후쿠오카는 물론 다른 지역에서도 언론에 적극적으로 다루어지게 된다.
NHK「백세 만세! "는 2007년 (헤세이 19년) 3월 10일 (당시 100 세)의 방송으로 소개되었다. 2008년 9월 15일 방송 된 경로의 날에 방송된 "스페셜 인생은 도전이다!"에 출연한 것은 독일 베를린 대학에서 강연을 한 직후의 일이었기 때문에, 화상 통화로 참여했지만, 그 정력적인 활동은 도쿄의 스튜디오에 모인 출연자들을 놀라게 했다.
2009년 (헤세이 21년) 5월 3일 방송 「생명의 신비를 탐험 여행 스페셜 "여기까지 알았어! 장수의 비밀과 진실" "( 니혼 TV , 저작권 : 나카 텔레비전)에서 슈퍼 노인으로 소개되며, 장수의 비결을 '소식하고' '30 회 씹는' 것으로 소개하였다.